# Charles Churchill (officier)
Pour les articles homonymes, voir Churchill.
Le lieutenant général Charles Churchill (1679 - 14 mai 1745) est un général de l'armée britannique et un membre du Parlement du Royaume-Uni. 

## Biographie
Fils naturel (illégitime) d'Elizabeth Dodd et du général Charles Churchill (1656-1714), il est donc le neveu du premier duc de Marlborough. Il fait ses débuts dans l'armée britannique pendant la Guerre de Succession d'Espagne. Il est député pour Castle Rising de 1715 à 1745. 
En 1721, il est envoyé à Vienne dans le cadre d'une mission visant à obtenir la libération d'un « M. Knight » détenu dans la citadelle d'Anvers. En 1727, il est promu brigadier et nommé valet de la chambre du roi. En 1728, le roi George II et la reine Caroline inspectent son régiment de dragons. 
Il est également gouverneur de l'hôpital royal de Chelsea de 1720 à 1722 et gouverneur de Plymouth.

## Famille
Il est marié à Catherine, fille cadette de Henry Hobart. Elle est décédée le 2 juin 1725. Churchill a une relation avec Anne Oldfield, une actrice anglaise, par laquelle il a un fils illégitime, Charles Churchill (de Chalfont). Il a également une fille illégitime, Harriet, dont la mère est inconnue. Harriet épouse Everard Fawkener et, plus tard, Thomas Pownall (en).